# Андерсон, Памела Сью
Памела Сью Андерсон (англ. Pamela Sue Anderson; 16 апреля 1955, округ Хеннепин, штат Миннесота, США — 12 марта 2017) — американский философ, педагог, профессор философии религии Оксфордского университета (2001—2017).

## Биография
Получила образование в Йельском университете и Мэнсфилд-колледже Оксфордского университета. Работала преподавателем философии в британском Университете Сандерленда, позже — в Оксфордском университете.
В 2007 году была официальным научным сотрудником, преподавателем философии и христианской этики, деканом и советником по делам женщин Колледжа Риджентс-Парк в Оксфордском университете.
Известно, как специалист в области философии религии, феминистской философии и континентальной философии
Почётный доктор Лундского университета (2009).
Умерла в 2017 году после двух лет борьбы с раком.

## Избранные работы
Книги
- Revisioning Gender in Philosophy of Religion: Reason, Love and Epistemic Locatedness (2012)
- Kant and Theology. with Jordan Bell. T&T Clark.(2010)
- Revisioning Gender in Philosophy of Religion: the Ethics and Epistemology of Belief. Ashgate.(2006)
- Feminist Philosophy of Religion: Critical readings. Editor with Beverley Clack. Routledge.(2004)
- A Feminist Philosophy of Religion: The rationality and myths of religious belief.(1997)
- Paul Ricoeur and Kant: Philosophy of the will. Scholars Press.(1993)

Отредактированные книги
- New Topics in Feminist Philosophy of Religion: Contestations and Transcendence Incarnate. Springer Netherlands.(2012)

Научные статьи
- Anderson, Pamela S. «Postmodern Theology.» Ed. Chad Meister and Paul Copan. The Routledge Companion to Philosophy of Religion. 2nd ed. New York: Routledge, 2013. 569-80. Print.